# 大竹富江

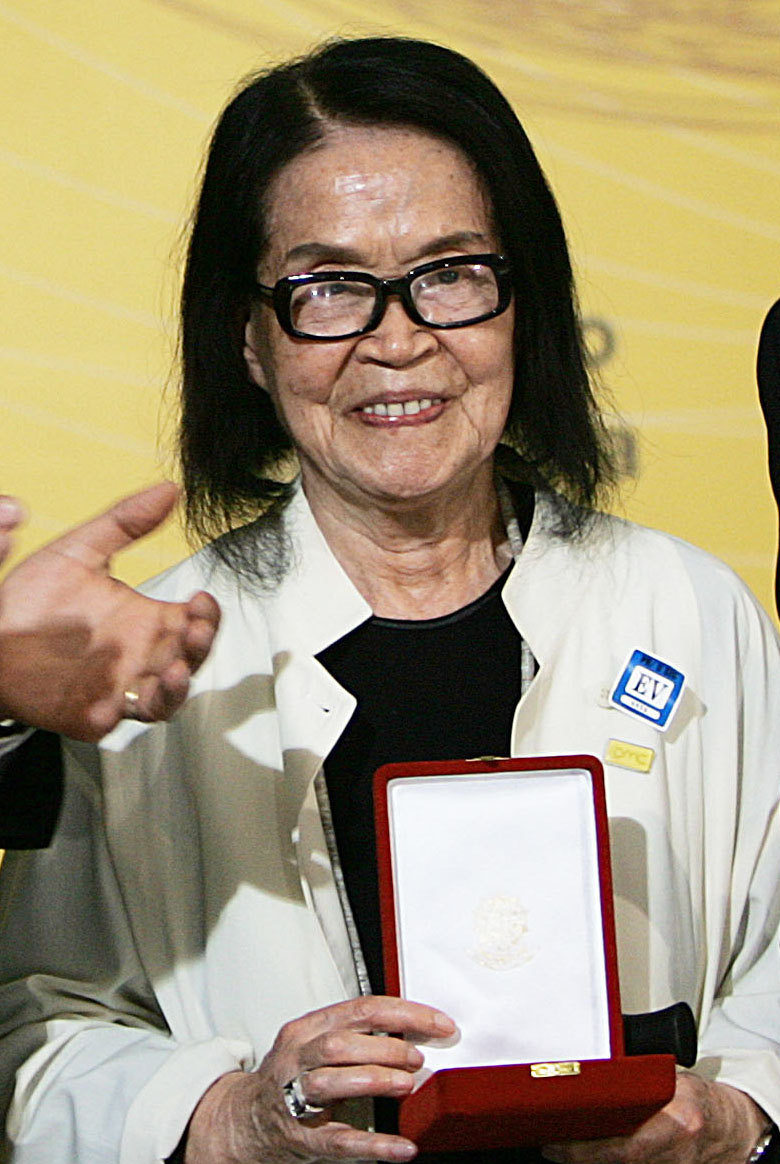
大竹富江(2006年)

大竹 富江（おおたけ とみえ、1913年〈大正2年〉11月21日 - 2015年〈平成27年〉2月12日）は、日本からブラジルに帰化した美術家。
長男は建築家のルイ・オオタケ、次男はサンパウロ州文化長官を務めたリカルド・オオタケ。

## 経歴
京都府京都市で材木商の子として生まれる。富江は6人兄弟の末子。
京都府立第二高等女学校（現・京都府立朱雀高等学校）中途退学、同志社大学文学部卒業。1936年  ブラジルに渡る。現地の日本人と結婚。1951年  日本に一時帰国する。
1952年  絵画の制作を始める。1968年 - ブラジル国籍取得。2015年2月12日  気管支肺炎による敗血症性ショックのため入院先のサンパウロの病院で死去。

## 受賞
- 1974年 - サンパウロ芸術批評家協会年間最優秀芸術家賞
- 1988年 - リオブランコ国家勲章
- 2013年 - ブラジル文化勲章